# Emil Erlenmeyer
Richard August Carl Emil Erlenmeyer (n. 28 iunie 1825, Taunusstein, Hessa, Germania – d. 22 ianuarie 1909, Aschaffenburg, Regatul Bavariei, Reich-ul German n. 28 iunie 1825 – 22 ianuarie 1909) a fost un chimist german, care a studiat medicina și farmacia în Gießen și Heidelberg, Germania. A  dezvoltat formula Erlenemeyer în anul 1880. În anul 1866 a descoperit naftalina. Emil Erlenmeyer a fost fiul doctorului Friedrich Erlenmeyer, un teolog protestant. Emil Erlenmeyer s-a înscris la Universitatea din Giessen pentru a studia medicina, dar după ce a citit câteva lucrări scrise de Justus von Liebig s-a reprofilat, alegând chimia. În vara anului 1846 s-a înscris la Heidelberg pentru un an, unde a studiat fizica, botanica și geologia. După ce a lucrat ca asistent alături de H. Will și apoi de Carl Remigisius Fresenius, Erlenemeyer a decis să se îndrepte către chimia farmaceutică. 
Naftalina a fost izolată din cărbune în anul 1819 de către chimistul englez Alexander Garden, iar formula chimică a fost descoperită în anul 1866 de Emil Erlenmeyer.

## Realizări
- În anul 1861 a inventat baloanele conice care se folosesc azi în aproape toate experimentele din laboratoare, baloane care au primit numele de pahare Erlenmeyer;
- A izolat acidul glicolic din struguri necopți (1864);
- A realizat sinteza alcolului etilic (1858);
- A fost profesor în anul 1863 la Universitatea din Heidelberg;
- În anul 1868 a fost chemat la München pentru a preda în laboratoarele unei școli politehnice care tocmai se deschisese;
- În anul 1863 s-a retras din meseria de profesor și s-a concentrat pe chimie, descoperind formula naftalinei, câteva proprietăți ale acidului hidriodic și ale glicerolului;
- În anul 1865 prin nitrarea acidului benzoic, a arătat că există mai mult de 3 acizi nitrobenzoici.

Pahar Erlenmeyer